# Sportklub Niederösterreich St. Pölten
El Sportklub Niederösterreich St. Pölten és un club de futbol austríac de la ciutat de Sankt Pölten.

## Història
El club va néixer l'any 2000 després de la desaparició del FCN St. Pölten (antic VSE St. Pölten). Fou finalista de Copa l'any 2014.
Evolució del nom:
- 1920: Arbeiter-Sportklub St. Pölten
- 1934: Sportvereinigung von 1934 St. Pölten
- 1935: Sportverein Ostmark St. Pölten von 1920
- 1938: St. Pöltner Sport Vereinigung (fusió amb St. Pöltner Sport Club von 1913)
- 1945: Arbeiter-Turn und Sportverein St. Pölten von 1920 (escissió)
- 1947: Arbeitersportklub Schwarze-Elf St. Pölten von 1920
- 1973: Sport Club Voith Schwarze-Elf St. Pölten (fusió amb Betriebssportverein Turbine Voith St. Pölten von 1948)

## Palmarès
- Segona Divisió d'Àustria: 
  - 2015-16